# 뷔초-슈체친선
뷔초-슈체친선(독일어: Bahnstrecke Bützow–Szczecin)은 독일 메클렌부르크포어포메른주를 횡단하는 단선 비전철 철도 노선이다. 노선 동부의 일부 구간은 폴란드 슈체친으로 연결된다.

## 역사

### 건설 초기

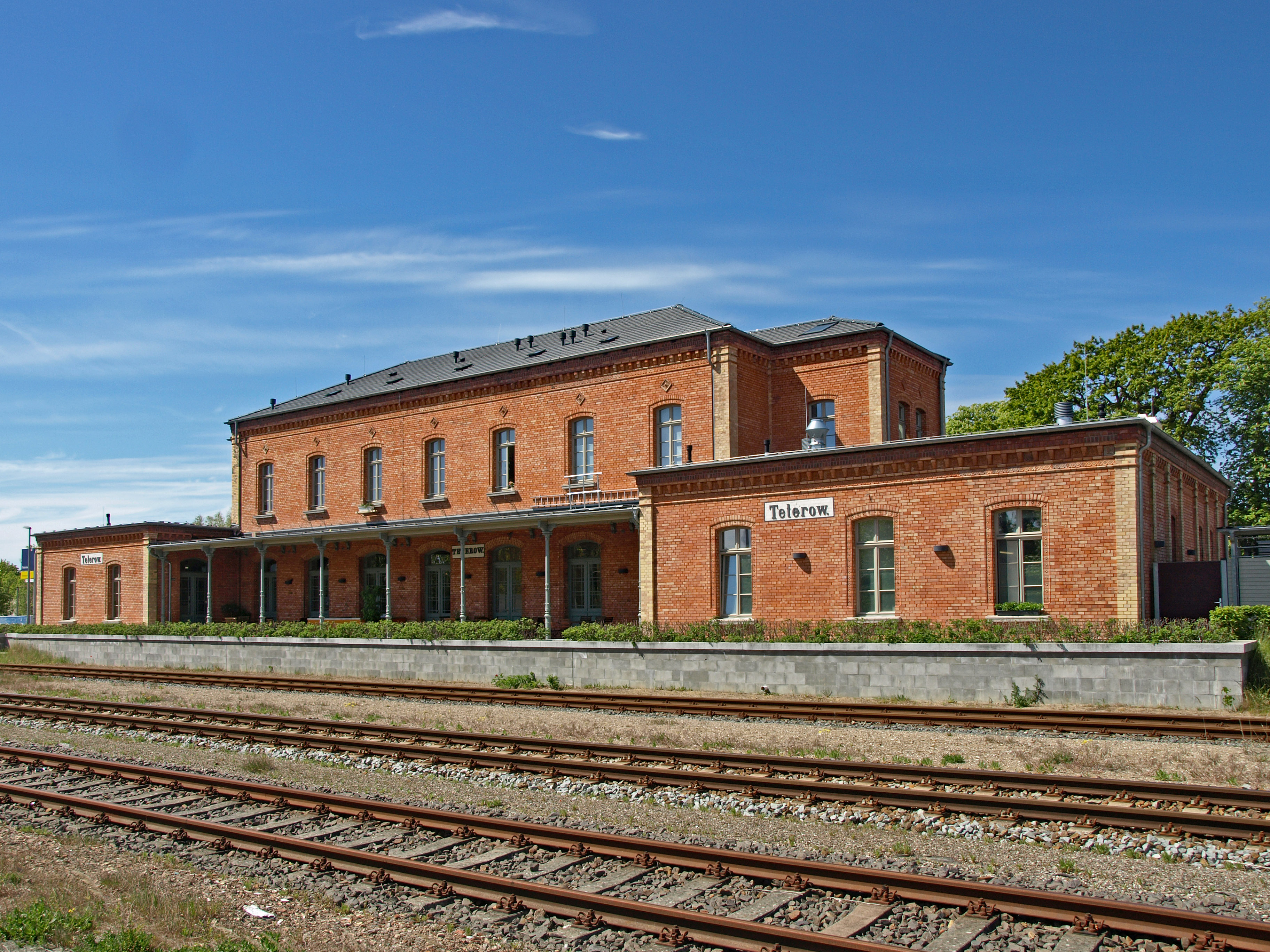
테테로역

1850년에 메클렌부르크 철도회사(Mecklenburgische Eisenbahngesellschaft)에서 뷔초-귀스트로간 철도를 개통했으며, 당시에는 바트 클라이넨-로스토크선의 지선 철도로 개통했다. 메클렌부르크슈트렐리츠 대공국을 잇기 위해서 동쪽으로 노선을 연장하기로 계획했다. 투자 유치 문제로 인하여 귀스트로-노이브란덴부르크 구간은 메클렌부르크슈베린 대공국의 프리드리히 프란츠 2세 주도로 국영으로 건설되었다. 이 구간은 1864년 11월 11일에 개통했으며, 테테로역에서 메클렌부르크의 두 대공인 프리드리히 프란츠 2세와 프리드리히 빌헬름이 참석하여 개통식이 개최되었다. 노선 운영사로 프리드리히 프란츠 철도(Friedrich-Franz-Eisenbahn)가 설립되었으며, 이후 이 회사는 대공국에 건설된 다른 철도 노선의 운영권을 인수했다. 본사 소재지는 말힌이었고, 이에 따라서 말힌역이 화려하게 건설되었다.
1866년/67년에 노이브란덴부르크-슈트라스부르크 구간 노선이 프로이센과의 국경으로 연장되었고, 프로이센 측에서는 파제발크역까지 철도를 건설했다. 1863년에 건설되었던 슈체친 방면 노선과 접속되었다. 1875년에 프리드리히 프란츠 철도가 민영화되었다가 1890년에 재국유화되었다. 슈트라스부르크역을 기점으로 베를린-슈체친 철도회사와 운영권이 나뉘었으며, 1880년에 프로이센 국영철도에 편입되었다.
1890년에는 뷔초-귀스트로 운하 건설로 인하여 뷔초 일대 노선과 뷔초역 선로가 북부로 이설되었다. 과거에는 바트 클라이넨-로스토크선 남쪽에서 분기했으나, 이후 북쪽에서 분기하게 되었다. 이를 통해서 바트 클라이넨에서 오는 열차는 방향 전환 없이 노선으로 진입할 수 있게 되었다. 과거 선로 구간으로는 네벨강을 지나는 교량이 보존되어 있다.
1905년에는 구간에 따라서 1일 5~6회 열차가 운행했고, 그 중에는 함부르크-슈체친간 열차 및 함부르크-노이브란덴부르크간 열차도 포함되어 있었다. 영업 경계역이었던 슈트라스부르크역에는 열차가 잠깐만 정차했다.
제1차 세계 대전 이후에는 두 운영 회사가 모두 독일국영철도로 통합되었고, 슈트라스부르크역에서는 국영철도 슈베린 철도국과 슈테틴 철도국이 나뉘었다. 독일국영철도 시기에도 열차 운행은 크게 변경되지 않았다. 함부르크-슈체친간 D 열차 및 급행 열차는 1일 4회(뷔초-귀스트로간은 5회) 운행했고 일부 구간에는 추가 열차가 운행했다. 파제발크-슈체친 구간은 더 자주 열차가 운행했다.
렘플린(일요일에만 2회 정차) 및 닌하겐(1940년대부터 정차)에는 임시 열차만 정차했다. 제2차 세계 대전 이후에는 두 역이 모두 무정차 통과역으로 변경되었다.

### 1945년~1990년
독일 분단기에 노선 대부분은 동독으로 편입되었으며 독일국영철도에서 관리했다. 그람보 국경-슈체친 구간은 폴란드국영철도에서 관리했다. 함부르크-슈체친간 직통 열차는 폴란드 국경과 동서독 국경으로 인하여 운행이 중단되었다. 테테로 서쪽에 있었던 복선 선로는 전쟁 이후에 단선으로 축소되었고 이후에 재복선화되지 않았다.
노이슈트렐리츠-바르네뮌데선의 노이슈트렐리츠 방면 구간 철거로 인하여 베를린-로스토크간 열차는 1945년부터 1961년까지 귀스트로-노이브란덴부르크 구간으로 운행했다. 1961년 이후에도 베를린-로스토크간 열차 중 귀스트로역 정차 열차는 19세기 말부터의 운행 구간처럼 귀스트로-랄렌도르프 구간으로 운행했다.
폴란드 방면 열차는 매우 드물게 운행했으며, 1950년부터 1952년까지는 베를린에서 파제발크를 경유하여 슈체친으로 직통 열차가 운행했다. 그 후 폴란드 방면 열차는 화물 열차만 운행했다. 1972년 5월 동독과 폴란드간 무비자 입국이 시작되면서 여객 열차가 다시 운행하기 시작했다.
동독 시기 시간표에서는 뷔초-파제발크, 파제발크-그람보 구간이 독립적으로 운행했다. 대부분 열차는 파제발크역에서 종착했다. 1980년부터는 선로 구간에 따라서 1일 6회~8회 열차가 운행했으며, 말힌-테테로 구간은 5회 운행했다. 여기에는 로스토크-파제발크 및 뷔초-파제발크간 급행 열차가 포함되어 있었다. 뷔초-귀스트로 구간은 뷔초역의 장거리 열차 접속으로 인하여 1일 약 15회 열차가 운행했다. 국제선 열차는 1일 3~4회 슈체친 방면으로 운행했으며, 하계 토요일에는 슈베린발 D 열차가 운행했다. 폴란드 자유 노조의 활동으로 인하여 1981년 이후부터는 동독발 폴란드행 열차 운행이 축소되었고, 1981년 6월에 이 노선의 국제선 열차 운행이 중단되었다.
서독 방면으로의 직통 열차는 1979년부터 노이브란덴부르크발 객차가 로스토크-함부르크간 열차에 연결되는 형태로 운행했다. 1988년부터는 귀스트로역에도 직통 열차가 정차하기 시작했으며, 로스토크-쾰른간 열차가 귀스트로를 경유해서 운행했다. 이후 귀스트로-함부르크간 D 열차 운행이 시작되었다.
한편 화물 노선으로서는 활발하게 사용되었으며, 이를 위하여 교행역 및 화물 전용역이 신설되었다. 프리머부르크 일대에는 플라츠-로스토크 방면 연결선, 파제발크역 우회용 샤를로텐호프역 연결선이 추가되었다.

### 1990년 이후

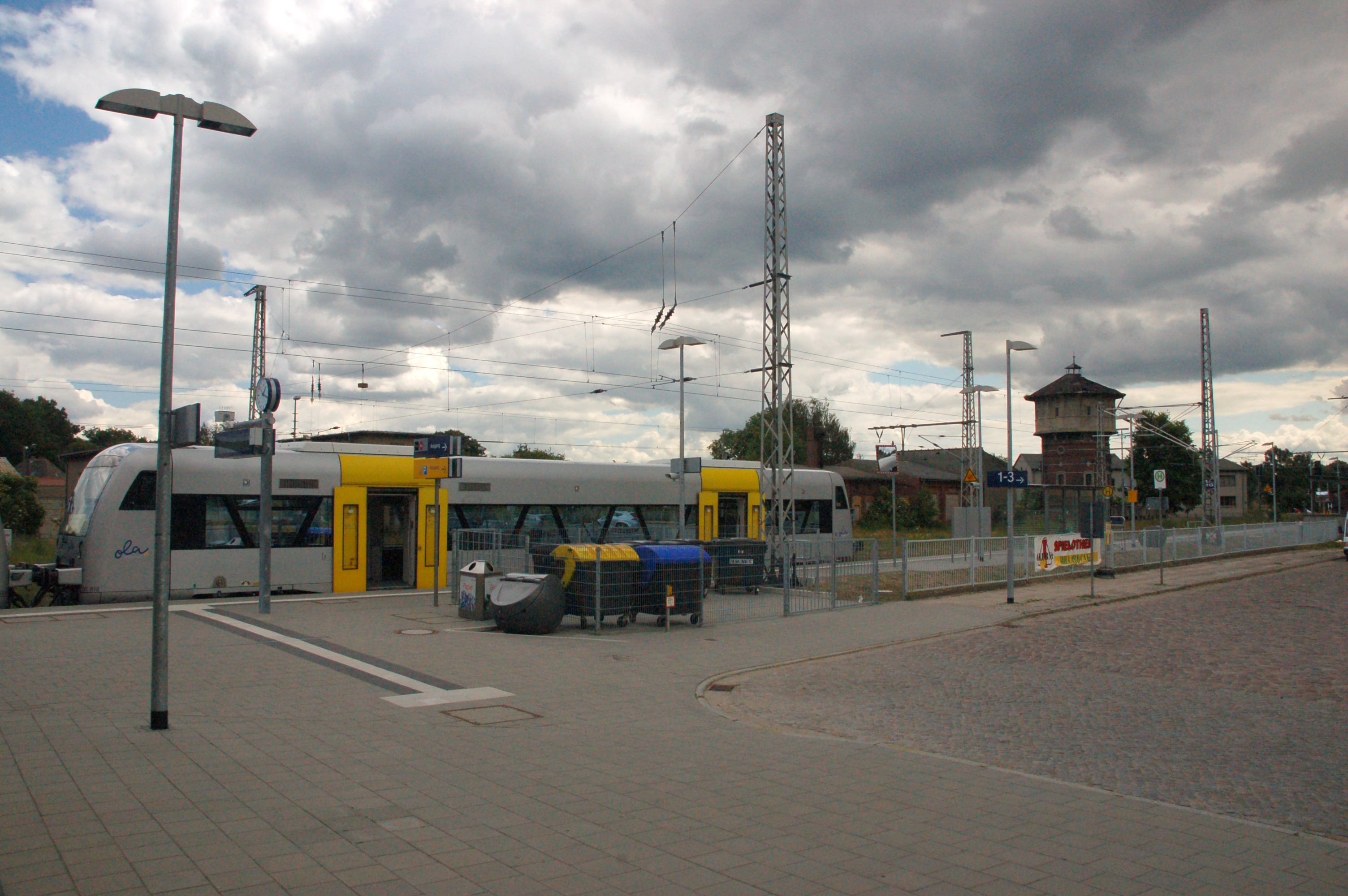
파제발크역

폴란드 방면 열차 운행은 1991년에 재개되었다. 대부분 열차는 독일 국경인 그람보에서 종착했고 1일 3~4회만 슈체친까지 운행했다. 1995년에는 그람보까지, 2001년에는 슈체친까지 2시간 간격 배차가 도입되었다.
뷔초-파제발크 구간의 열차 운행도 증편되었다. 1995년에는 2시간 간격 레기오날엑스프레스 운행이 시작되었고, 전 구간 운행 시간은 약 130분이며 귀스트로, 테테로, 말힌, 슈타벤하겐, 노이브란덴부르크, 슈트라스부르크에 정차했다. 1996년에는 시간표가 대대적으로 개정되었고, 여러 정차역이 폐지된 대신 남은 정차역에는 1시간 간격으로 열차가 운행했다. 1998년부터는 DB 레기오 외에도 사철이 운행을 시작했다.
2002년부터 슈체친발 열차가 뷔초까지의 전 구간을 운행했으며, 초기에는 하게노까지 운행했으며 2006년부터는 뤼베크까지 운행했다. 이는 제2차 세계 대전 이후 최초로 운행이 재개된 뤼베크발 슈체친행 직통 열차이다. 그러나 평균 속도는 크게 증가하하지 않았다. 2017년 기준 뷔초-파제발크 운행 시간은 160분이며 1995년에 비하면 증가했다. 뤼베크-슈체친 운행 시간은 왕편 4시간 52분, 복편 4시간 57분이다.
2014년 9월 1일부터는 폴란드의 슈체친 구미엔체역과 독일-폴란드 국경 사이에 있는 스토브노 슈체친스키에역에 열차가 약 60년만에 다시 정차했다. 그러나 수요 부족과 역간거리 문제로 2015년 3월 15일에 다시 통과역으로 격하되었다.

## 참고 문헌
- Rudi Buchweitz (2013). 《Die Zweigbahnen der Berlin-Stettiner Eisenbahn》. Berlin: VBN Verlag Bernd Neddermeyer. ISBN 978-3-941712-26-3.
- Bernd Kuhlmann (2004). 《Eisenbahnen über die Oder-Neiße-Grenze》. Pürgen: Ritzau. ISBN 3-935101-06-6.
- Lothar Schultz (1992). 《Eisenbahnen in Mecklenburg》 3판. Berlin: transpress. ISBN 3-344-70732-9.